# Revista Marítima Brasileira
Revista Marítima Brasileira (RMB), é uma revista brasileira de publicação oficial da Marinha do Brasil.

## História

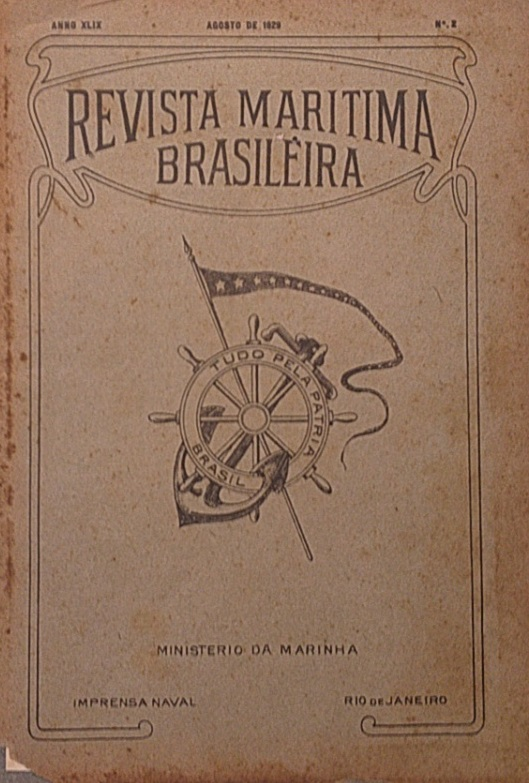
Capa da edição de agosto de 1929.

Foi fundada em 1851 pelo Primeiro-Tenente Sabino Elói Pessoa. É a revista marítima mais antiga do mundo em atividade e foi a segunda criada no mundo, a primeira é a Morskoii Sbornik, da Rússia. Com edição trimestral, é destinada à publicação de artigos, dissertações, teses e notícias relacionados a diversos assuntos históricos, técnicos, estratégicos, políticos e do dia a dia militar. Assim sendo, é constantemente utilizada como material de estudo para questionamentos atuais e para provas nos cursos da Marinha.
A RMB é editada pela Diretoria do Patrimônio Histórico e Documentação da Marinha (DPHDM), dentro dos padrões de produção científica reconhecidos pelos meios acadêmicos. Por isso e por atender a várias áreas do conhecimento, possui conceito Qualis da Coordenação de Aperfeiçoamento de Pessoal de Nível Superior - CAPES.

## Público e linha editorial
O público-alvo inicial eram os oficiais de Marinha, e o intuito era estimular o debate referente às inovações relacionadas à problemática naval. Porém, a pertinência de seus artigos e a riqueza das informações neles contidas, com o passar dos anos, foram chamando a atenção dos demais estudiosos dos assuntos marítimos, e, assim, a RMB transpôs as fronteiras navais brasileiras. Começou a ser enriquecida com artigos de especialistas civis, tanto brasileiros, quanto estrangeiros, interessados em participar da troca de informações, tornando-se, assim, um veículo de ponta no que tange ao estudo do Poder Marítimo.
O regulamento da revista foi feito pelo decreto nº 17.578, de 2 de dezembro de 1926.

## Medalha
A Marinha do Brasil confere a "Medalha-prêmio Revista Marítima Brasileira" que conforme o decreto nº 42.394, de 3 de Outubro de 1957, é uma das condecorações brasileiras destinadas a premiar a aplicação aos estudos militares ou à instrução militar.